# Fernanda Ávila
María Fernanda Ávila (Catamarca, Argentina; 11 de marzo de 1987) es una abogada y política argentina del Partido Justicialista. Es Diputada de la Nación Argentina por la Provincia de Catamarca desde 2023.

## Biografía
Abogada de la Universidad Nacional de Tucumán, Ávila trabajó como Ministra de Minería de Catamarca, y Secretaria de minería de la Nación.
En las Elecciones legislativas de 2023 fue electa Diputada de la Nación por la Provincia de Catamarca, en la lista Unión por la Patria.

## Labor parlamentaria
Durante la presidencia de Milei votó a favor del RIGI  contemplado dentro de la polémica ley de bases, el mismo Régimen de Grandes Inversiones afecta competencias propias de las provincias en materia tributaria por 30 años. En este sentido, entre los incentivos se encuentran la rebaja del impuesto a las ganancias del 35% al 25%, la cancelación del IVA con certificados de crédito fiscal, la exención de cualquier otro impuesto provincial o municipal, excención del derecho de exportación; entre otros beneficios impositivos que dejan nulos las leyes vigentes de todas las jurisdicciones.
El proyecto considera grandes inversiones en el margen entre los US$200 millones y US$900 millones, cifra en las que oscilan todos los proyectos litíferos que han invertido en los últimos años en Catamarca. .

## Historial electoral
|  | 50,65 % |

|  | 52,52 % |